# Гераклид (сын Антиоха)
Гераклид (др.-греч. Ἡρακλείδης) — македонский военачальник.
Гераклид родился в семье македонского аристократа Антиоха. Впервые Гераклид упомянут в качестве иларха боттиейских гетайров во время кампании Александра Македонского 335 года до н. э. против трибаллов, когда македонский царь направил подразделения Гераклида и Сополида против вражеского левого фланга.
На том же посту Гераклид находился со своей илой на правом фланге македонского войска во время битвы при Гавгамелах 331 года до н. э. между подразделениями Сополида и Деметрия.
Больше о Гераклиде ничего неизвестно.